# Nume de cod: Șoimul
Nume de cod: Șoimul (titlu original: Falcon Rising) este un film american de aventură de acțiune din 2014 regizat de Ernie Barbarash. Rolurile principale au fost interpretate de actorii Michael Jai White, Neal McDonough, Laila Ali și Masashi Odate. A avut premiera la 5 septembrie 2014.

## Distribuție
- Michael Jai White - John 'Falcon' Chapman
- Neal McDonough - Manny Ridley
- Laila Ali - Cindy Chapman
- Jimmy Navarro - Thiago Santo
- Millie Ruperto - Katarina Da' Silva
- Lateef Crowder - Carlo Bororo
- Masashi Odate - Hirimoto (Nihongo: ヒリモト, Hirimoto)
- Hazuki Kato - Tomoe (Nihongo: ともえ, Tomoe)